# Столдер, Марвин
Марвин Фредерик Столдер (англ. Marvin Frederick Stalder; 9 декабря 1905, Риверсайд, Калифорния — 2 сентября 1982, Кервилл, Техас) — американский гребец, выступавший за сборную США по академической гребле в конце 1920-х годов. Чемпион летних Олимпийских игр в Амстердаме в зачёте восьмёрок, победитель и призёр многих студенческих регат. Офицер Военно-воздушных сил США.

## Биография
Марвин Столдер родился 9 декабря 1905 года в городе Риверсайд, штат Калифорния.
Занимался академической греблей во время учёбы в Калифорнийском университете в Беркли, состоял в местной гребной команде «Калифорния Голден Беарс», неоднократно принимал участие в различных студенческих регатах, в частности в 1928 году выиграл чемпионат Межуниверситетской гребной ассоциации (IRA).
Наивысшего успеха в гребле на международном уровне добился в сезоне 1928 года, когда вошёл в основной состав американской национальной сборной и благодаря череде удачных выступлений удостоился права защищать честь страны на летних Олимпийских играх в Амстердаме. В распашных восьмёрках с рулевым благополучно преодолел все предварительные этапы и в решающем финальном заезде более чем на две секунды опередил главных конкурентов британцев — тем самым завоевав золотую олимпийскую медаль.
Впоследствии Столдер сделал карьеру военного офицера, служил в Армии США, откуда затем перевёлся в Военно-воздушные силы, когда они вышли из состава Армии. Оставил службу в звании полковника.
Умер от метастазов рака желудка 2 сентября 1982 года в Кервилле, штат Техас, в возрасте 76 лет.